# О’Коннор, Ли
Ли О’Коннор (англ. Lee O'Connor; родился 28 июля 2000 года, Уотерфорд) — ирландский футболист, защитник шотландского клуба «Селтик», выступающий на правах аренды за английский клуб «Транмир Роверс», и национальной сборной Ирландии.

## Клубная карьера

### «Манчестер Юнайтед»
Ли О’Коннор начал свою карьеру в футбольном клубе «Вилла Уотерфорд», после чего 1 июля 2016 года перешёл в Академию «Манчестер Юнайтед». В апреле 2019 года был включён в заявку «Манчестер Юнайтед» на матч Лиги Чемпионов против «Барселоны». На уровне профессиональных турниров О’Коннор дебютировал 6 августа 2019 года в матче Трофея футбольной лиги против «Ротерем Юнайтед».

### Селтик
2 сентября 2019 года «Манчестер Юнайтед» и «Селтик» достигли соглашения о переходе О’Коннора.

## Карьера в сборной
В 2015 году дебютировал в составе сборной Ирландии до 17 лет в матче против венгерских ровесников. Участник чемпионатов Европы до 17 лет 2017 года и до 19 лет 2019 года. В ноябре 2018 года был вызван главным тренером сборной Ирландии Мартином О’Нилом на матч Лиги Наций против сборной Дании. В составе сборной Ирландии Ли дебютировал 14 ноября 2019 года в товарищеском матче против сборной Новой Зеландии, отметившись голевой передачей на Каллума Робинсона.

## Стиль игры
Ли О’Коннор отличается универсализмом, играя на разных позициях — на обоих флангах обороны и в центре защиты, а также в полузащите.